# Nucli antic d'Onda
El Nucli antic de la Vila, o simplement el Nucli antic d'Onda, en la Plana Baixa, està format per un conjunt de carrers, places i els edificis que alberguen, que va ser declarat Conjunt Històric-Artístic l'any 1967, tenint en l'actualitat la catalogació de Bé d'Interès Cultural, amb codi identificatiu 12.06.084-002; a causa del valuós patrimoni cultural, punt de caràcter civil, com a religiós i militar, del que es conserva de l'antiga ciutat medieval.

## Descripció històric-artística
El nucli antic abastaria des de la Plaça del Almudí (coneguda a la zona com Font de Dins. És considerat l'element més característic del nucli antic i és una de les places més singulars de la Comunitat Valenciana. Presenta un traçat irregular però de forma rectangular, a l'origen va haver d'estar totalment tancada podent-se accedir a ella per quatre carrers que se situen en els angles –de les quals queden tres i un accés posterior al centre del costat major-, i en ella destaquen els seus porxos - porticat de carreu datat del segle xv-. Era utilitzada com a mercat des de l'any 1418 fins al segle xix, moment en el qual el mercat es trasllada al Plà. A més era un important centre d'emmagatzematge, compra i venda de gra la qual cosa queda patent en el seu nom plaça “almudí”, paraula àrab que significa gra o lloc on es comercia amb ell. En ella hi havia un pou, en el costat sud, al costat de l'antiga font, que es va cobrir en 1853; i se situava l'antiga presó en l'anomenada “Torre del Rellotge”, datada del segle xvi, de la qual amb prou feines queden restes. Els actuals edificis daten dels segles XIX i XX.), que pot considerar-se com el centre principal de la vila medieval, fins a les restes de les muralles, representats per les portes d'accés al nucli medieval, i el castell (al que s'accedia per les conegudes com “escaletes dels gats”, paral·leles a un dels traçats de la muralla islàmica.
Es tracta d'un conjunt de carrers i placetes que comptaven amb diversos punts d'accés des del recinte emmurallat, com el Portal de Sant Roc (també conegut com La Safona), del que només queda l'arc gòtic de l'entrada que està actualment integrat en la façana d'un edifici; o el Portal de Sant Pere o Porta Nord, que actualment és l'única que queda en peus i que segueix constituint un accés importantíssim a l'antiga vila emmurallada.
Aquest nucli antic conserva encara restes de construccions civils àrabs, com són les guixeries de la plaça de Sant Cristòfol, la qual cosa converteix a aquest nucli històric en un dels pocs a conservar restes d'aquest tipus de construccions. A més, la presència àrab en la història de la vila queda patent en el traçat dels carrers que van donar origen a un plànol de complex esquema amb carrers tortuosos, estrets i considerable nombre d'atzucacs. Seguint el traçat musulmà, es pot visitar l'Església de la Sang o de Santa Margarida, l'Església de l'Assumpció, el barri de la Moreria (que es va originar en època medieval amb el traçat gòtic de la vila, moment en el qual es crea també el Call, amb la plaça de la Sinagoga. Realment el rabal existia fins i tot abans que els musulmans fossin desplaçats de la medina o ciutat emmurallada amb la reconquesta de Jaume el Conqueridor i la posterior concessió de la Carta de poblament en 1248. A l'entrada del barri encara poden distingir-se les restes pétris de l'antiga porta d'accés a la aljama. Segueix mantenint el seu traçat original, formant amb els carrers Sant Vicent i Moreria un recinte tancat sobre si mateix, en el centre del qual estava la mesquita que es creu és l'origen de l'actual Capella de Sant Vicent. Amb l'expulsió dels moriscs en 1609 el barri va deixar de ser una moreria), façanes d'edificis medievals…
De tots els períodes històrics que han afectat a l'urbanisme de la vila, l'època gòtica és la que més petjada ha deixat en l'actual traçat, és en aquesta època quan s'organitza la ciutat en zones, com la Moreria, el Call, o el raval de Sant Josep; i es dona lloc a una sèrie de places que es distribueixen seqüencialment en el perímetre de la vila medieval. La Moreria quedava realment fora dels murs de la vila, la qual cosa donava lloc a un nou barri. Per la seva banda, el Call es va situar al voltant de la plaça de la sinagoga, que possiblement és l'espai que actualment ocupa la Casa Abadia. Finalment, el raval de Sant Josep, es va crear com a prolongació de la "plaça de Fora" i del "carrer Nou" (l'actual carrer dels Àngels), també fora de les muralles i que servia d'enllaç amb la Moreria.
La vila va viure una expansió urbana dels segles XIX-segle XX que va donar origen a la conformació del Plá, de la plaça de Sant Josep, i de la prolongació dels carrers València i Castelló. Amb el segle XX arriba a Onda la planificació urbana en reticle, pròpia dels eixamples, la qual cosa va suposar l'extensió que s'estendria cap a la part baixa de la població i el nord; la qual cosa canvia l'aspecte medieval existent anteriorment.
L'any 2016 es va signar un conveni entre la Generalitat, el Ministeri de Foment i l'Ajuntament d'Onda, que declarava una nova Àrea de Rehabilitació i Recuperació Urbana (ARRU) en la localitat, que va permetre rehabilitar 104 habitatges i realitzar obres de recuperació d'elements estructurals d'edificis, accessibilitat, adequació d'elements comuns i habitabilitat dels habitatges, així com l'edificació de 5 habitatges, amb qualificació energètica mínima, en substitució d'unes altres prèviament demolides al Centre Històric Protegit d'Onda, a causa de la deterioració en què es trobaven. Anteriorment, l'any 2014 l'Ajuntament va fomentar la rehabilitació i els nous negocis en el nucli antic amb ajudes que van arribar als 90000 €.